# 早坂剛
早坂 剛（はやさか つよし、1939年（昭和14年） - ）は、日本の実業家。（株）エル・サン代表取締役会長。鶴岡市アイスホッケー協会会長。

## 人物
山形県鶴岡市の商家に生まれる。小学・中学時代は加藤紘一とクラスメートとして過ごし、加藤の乱直後から11年間にわたり、鶴岡地区における後援会長を歴任した。
山形県立鶴岡南高等学校を経て、慶應義塾大学文学部に入学。同大時代ににはアイスホッケー部に所属。ゴールキーパーを担う。
大学卒業後、外資系企業、ホテルニューオータニに勤務。その後、東京生まれの妻と1児を連れ、徒手空拳ながら港の観光化を夢見て帰郷。鼠ヶ関で旅館業に携わり、1971年エル・サンを設立。1978年には、当時田園地帯が広がっていた市郊外の苗津に「ソーシャルプラザ グランド エル・サン」を開業する。
2008年、庄内交通グループ（庄交G）のメインバンクである荘内銀行から、庄内地方の代表的企業である庄交Gの再建なくして庄内経済の活性化は有りえない、余人を以て代えがたいと懇請され、約3ヵ月の説得を経て庄交ホールディングス社長に就任。同グループの舵取りを務め、経営改革に取り組み、2016年6月末を以て、庄交HD、庄交コーポレーション各社長、庄内交通会長から退いた。
2019年10月、4期12年務めた鶴岡商工会議所会頭を退任し、多年にわたる産業経済の功労に対し、2020年10月、鶴岡市から市政功労表彰が授与される。

## 略歴
- 1939年（昭和14年） - 出生。
- 1958年（昭和33年） - 山形県立鶴岡南高等学校卒業後、慶應義塾大学文学部入学。
- 1962年（昭和37年） - 同大学を卒業し外資系企業の「コーンズ・アンド・カンパニー」で約2年働く。
- 1964年（昭和39年） - ホテルニューオータニに入社。
- 1971年（昭和46年） - （株）エル・サン設立。
- 1992年（平成4年） - 鶴岡市アイスホッケー協会を設立し会長就任。
- 2001年（平成13年）- （有）アク・サン設立。
  - 4月9日 - 鶴岡市馬場町に「レストハウス 水の食卓百間濠」オープン。
  - 7月3日 - 鶴岡市伊勢原町に「メモリアルプラザ アク・サン」オープン。
- 2003年（平成15年）1月11日 - 加藤紘一後援会会長就任。
- 2007年（平成19年）11月1日 - 鶴岡商工会議所会頭就任。
- 2008年（平成20年）
  - 6月25日 - 庄交ホールディングス社長就任。
  - 12月19日- 東北公益文科大学監事就任。
- 2009年（平成21年）7月26日 - 同大学後援会副会長就任。
- 2012年（平成24年）6月 - 庄内交通会長就任。
- 2016年（平成28年）6月 - 庄交ホールディングス、庄交コーポレーション各社長、庄内交通会長を退任。
- 2019年（令和元年）10月 - 鶴岡商工会議所会頭を退任。
- 2020年（令和2年）10月 - 鶴岡市市政功労表彰を授与。